# Новониколаевский (Верхнедонской район)
Новоникола́евский — хутор в Верхнедонском районе Ростовской области.
Входит в состав Шумилинского сельского поселения.

## История
По данным на 1925 год село Николаевское являлось административным центром Николаевского сельсовета Казанского района Донецкого округа. Состояло из 38 дворов в которых проживало 212 человек.

## Население
| 1989 | 2002 | 2010 |
| ---- | ---- | ---- |
| 848  | ↗860 | ↘753 |

## Улицы
| - пер. Парковый, - пер. Почтовый, - пер. Школьный, - ул. Береговая, - ул. Комсомольская, - ул. Луговая, - ул. Новая, | - ул. Овражная, - ул. Орленко, - ул. Пустынная, - ул. Садовая, - ул. Советская, - ул. Юбилейная. |

## Археология
Территория Ростовской области была заселена ещё в эпоху неолита. Люди, живущие на древних стоянках и поселениях у рек, занимались в основном собирательством и рыболовством. Степь для скотоводов всех времён была бескрайним пастбищем для домашнего рогатого скота. От тех времен осталось множество курганов с захоронениями жителей этих мест. Курганы и курганные группы находятся на государственной охране.
Поблизости от территории хутора Нижнениколаевского Верхнедонского района расположено несколько достопримечательностей — памятников археологии. Они охраняются в соответствии с Федеральным законом от 25.06.2002 N 73-ФЗ «Об объектах культурного наследия (памятниках истории и культуры) народов Российской Федерации», Областным законом от 22.10.2004 N 178-ЗС «Об объектах культурного наследия (памятниках истории и культуры) в Ростовской области», Постановлением Главы администрации РО от 21.02.97 N 51 о принятии на государственную охрану памятников истории и культуры Ростовской области и мерах по их охране и др.
- Курган «Николаевский I». Находится на расстоянии около 1,8 км к северу от хутора Новониколаевского.
- Курганная группа «Николаевский II» из 20 курганов. Находится на расстоянии около 5,1 км к югу от хутора Новониколаевского.
- Курганная группа «Николаевский III» (6 курганов). Находится на расстоянии около 3,8 км к югу от хутора Новониколаевского.
- Курганная группа «Николаевский IV» (15 курганов). Находится на расстоянии около 3,5 км к югу от хутора Новониколаевского.
- Курганная группа «Николаевский V» (7 курганов). Находится на расстоянии около 2,8 км к югу от хутора Новониколаевского.
- Курганная группа «Николаевский VI» (3 кургана). Находится на расстоянии около 2,6 км к югу от хутора Новониколаевского[5].